# تشل بزي (قيلاب)
تشل بزي (بالفارسية: چل‌بزی) هي قرية تقع في قسم قيلاب الريفي، بمقاطعة أنديمشك التابعة لمحافظة خوزستان، إيران.